# Józef Łoziński
Józef Łoziński (ur. 29 października 1945 w Coburgu w Niemczech) – polski prozaik.
Studiował polonistykę na Uniwersytecie Wrocławskim. W swojej twórczości podejmuje temat rozpadu więzi społecznej i upadku wartości w wyniku awansu społecznego bohaterów. Autor powieści, opowiadań, słuchowisk radiowych i scenariuszy. Publikował w „Nowym Wyrazie” (1972–1979) oraz w „Kulturze” (1979–1981). Otrzymał nagrody im. W. Macha (1972), im. S. Piętaka, Funduszu Literatury (1989).

## Wybrana twórczość
- Chłopacka wysokość 1972
- Paroksyzm 1976
- Pantokrator 1979
- Za zimny wiatr na moją wełnę 1981
- Martwa natura 1981
- Złote góry i inne opowiadania 1982
- Apogeum 1982
- Sceny myśliwskie z Dolnego Śląska 1985
- Paulo Apostolo Mart. 1986
- Statek na Hel 1988
- Poszukiwany Zdzisław Najmrodzki 1991
- Sponsor 2000[2]
- Holding i reszta albo Jak zostać bogatym w biednym państwie 2006[3]